# Inverness (hrabstwo w Kanadzie)
Inverness (1835–1837 Juste au Corps) – historyczne hrabstwo (geographic county) kanadyjskiej prowincji Nowa Szkocja z ośrodkiem w Port Hood, powstałe w 1835, współcześnie jednostka podziału statystycznego (census division). Według spisu powszechnego z 2016 obszar hrabstwa to: 3831,17 km², a zamieszkiwało wówczas ten obszar 17 235 osób.
Hrabstwo, którego pierwotna nazwa pochodzi od ówczesnego miana stolicy, zostało wydzielone w 1835 z hrabstwa Cape Breton, a od 1837 nosi zaproponowaną przez Alexandra MacDonnella, następnie oficjalnie przedłożoną władzom prowincjonalnym przez Williama Younga nazwę pochodzącą od szkockiego hrabstwa Inverness, z którego pochodziła większość tutejszych brytyjskich osadników.
Według spisu powszechnego z 2011 obszar hrabstwa zamieszkiwało 17 947 mieszkańców; język angielski był językiem ojczystym dla 82,1%, francuski dla 13,2%, mi'kmaq dla 3,2% mieszkańców.